# Balkrishan Akotkar
Balkrishan Akotkar (ur. 1 lipca 1937) – indyjski lekkoatleta, uczestnik Letnich Igrzysk Olimpijskich 1964. 
Wystartował tylko w maratonie, w którym zajął 33. miejsce z czasem 2:29:27,4 (bieg ukończyło 58 zawodników, a 10 nie ukończyło). Miał wówczas 171 cm wzrostu i ważył 57 kilogramów.
Rekord życiowy w biegu maratońskim – 2:25:33 (1964).